# Mojokerto
Pour l’article homonyme, voir Kabupaten de Mojokerto.

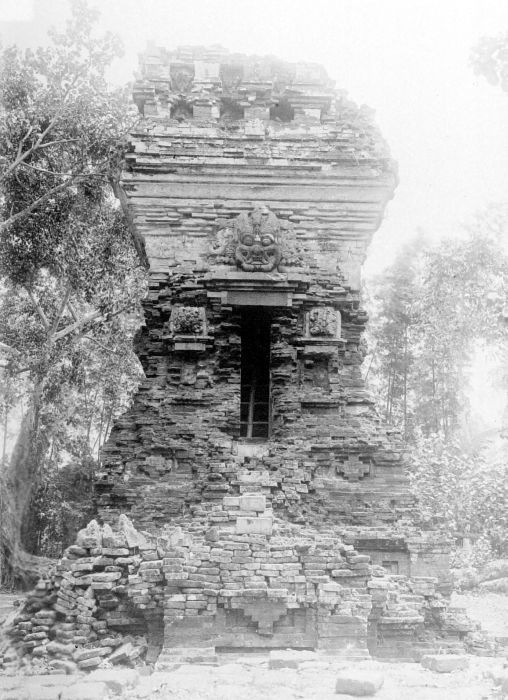
Le temple de Bangkal dans le district de Ngoro près de Mojokerto (photo prise vers 1930)

Mojokerto est une ville d'Indonésie dans la province de Java oriental, située au sud-ouest de Surabaya, la capitale provinciale. Elle a le statut de kota.
Son nom vient de celui du royaume de Majapahit, qui domina l'est et une partie du centre de Java au XIVe et au XVe siècles et dont la capitale se trouvait non loin de la ville, sur le site de Trowulan.

## Personnalités liées
- Mbah Surip (1957-2009), chanteur indonésien
- Talitha Getty (1940-1971), mannequin, actrice et socialite néerlandaise